# Stazione di Higashi-Tagonoura
La stazione di Higashi-Tagonoura (東田子の浦駅 Higashi-Tagonoura-eki?) è una stazione della città di Fuji, nella prefettura di Shizuoka. La stazione è servita dalla linea principale Tōkaidō gestita dalla JR Central.

## Linee
JR Central
■ Linea principale Tōkaidō

## Caratteristiche
La stazione JR di Higashi-Tagonoura possiede un marciapiede laterale e uno a isola centrale serventi tre binari in superficie, ed è dotata di varchi di accesso per la sola validazione dei biglietti, che supportano la tariffazione elettronica TOICA.
| 1 | ■ Linea principale Tōkaidō | per Shizuoka, Hamamatsu e Toyohashi  |
| 2 | ■ Linea principale Tōkaidō | per Atami, Odawara, Yokohama e Tokyo |
| 3 | ■ Linea principale Tōkaidō | per Shizuoka, Hamamatsu e Toyohashi  |

## Stazioni adiacenti
| «                                     | Servizio                              | »                                     |
| Linea principale Tōkaidō (JR Central) | Linea principale Tōkaidō (JR Central) | Linea principale Tōkaidō (JR Central) |
| ------------------------------------- | ------------------------------------- | ------------------------------------- |
| Hara                                  | Locale                                | Yoshiwara                             |
| L'Homeliner non ferma                 |                                       |                                       |